# Ceremony: Remixes & Rarities
Ceremony: Remixes & Rarities é uma coletânea lançada em dezembro de 2003 pela banda estadunidense Santana.

## Faixas
1. "Why Don't You & I" (nova versão com Alex Band do The Calling nos vocais)
2. "Smooth" (Chris Staropoli Dance Remix)
3. "Maria Maria" (Wyclef Remix)
4. "Foo Foo" (Sam "Server" Citrin Remix)
5. "Manana"
6. "Truth Don Die"
7. "Let Me Love You Tonight" (Shaman Import Bonus Track)
8. "Curacion (Sunlight on Water)"
9. "Victory Is Won"
10. "Come to My World"
11. "Primavera" (regravação com Jerry Rivera nos vocais)